# Ophiuche gozama
Ophiuche gozama är en fjärilsart som beskrevs av William Schaus 1904. Ophiuche gozama ingår i släktet Ophiuche och familjen nattflyn. Inga underarter finns listade i Catalogue of Life.